# Nesaea syphilitica
Nesaea syphilitica là một loài thực vật có hoa trong họ Lythraceae. Loài này được (DC.) Steud. mô tả khoa học đầu tiên năm 1842.